# The End (2024)
The End is een Deens-Duits-Iers-Italiaans-Zweedse apocalyptische muziekfilm uit 2024, geregisseerd en mede geschreven en geproduceerd door Joshua Oppenheimer. De hoofdrollen worden vertolkt door Tilda Swinton, George MacKay en Michael Shannon.

## Verhaal
Een rijke familie woont in een ondergrondse bunker twintig jaar na het einde van de wereld, waaraan zij rechtstreeks hebben bijgedragen. De groep overlevenden bestaat uit een vader en moeder en hun twintigjarige zoon, die de buitenwereld nog nooit heeft gezien, evenals een dienstmeisje, een dokter, een butler en een jonge vrouw die de weg naar binnen heeft weten te vinden.

## Rolverdeling
| Acteur            | Personage |
| ----------------- | --------- |
| Tilda Swinton     | moeder    |
| George MacKay     | zoon      |
| Michael Shannon   | vader     |
| Moses Ingram      | meisje    |
| Bronagh Gallagher | vriend    |
| Tim McInnerny     | butler    |
| Lennie James      | dokter    |
| Danielle Ryan     | Mary      |

## Productie
In oktober 2021 werd aangekondigd dat Joshua Oppenheimer voor zijn volgende film met Neon zou samenwerken, met Tilda Swinton, George MacKay en Stephen Graham in de hoofdrollen. In maart 2023 voegden Moses Ingram, Michael Shannon, Bronagh Gallagher, Tim McInnerny en Lennie James zich bij de cast, waarbij Graham werd vervangen door Shannon. Shannon speelt de patriarch van de familie in de bunker in de rol waarbij hij ook zingt en danst.
De film wordt ondersteund door het Deens Filminstituut, Vestdanske Filmpulje en FilmFyn in Denemarken, Film- und Medienstiftung NRW en MDM Fund in Duitsland, het Italiaanse Ministerie van Cultuur (MIC) en de Siciliaanse filmcommissie in Italië, Screen Ireland in Ierland, VK Global Screen Fund, het Zweeds Filminstituut en Film i Skåne in Zweden. Het Noordse Fonds Nordisk Film & TV Fond.  De productie ontving ook € 480.000 aan financiële steun van Eurimages.

### Filmopnames
De filmopnames begonnen in maart 2023 in Ierland, en later in de herfst werd er ook gefilmd in Italië en Duitsland.

## Release
The End ging op 31 augustus 2024 in première op het Filmfestival van Telluride en zal in september ook vertoond worden op het Internationaal filmfestival van Toronto.